# کیبیسو گائشی
کیبیسو گائشی (به ژاپنی: 踵返)-(به انگلیسی: Kibisu gaeshi) یکی از فنون و تکنیک‌های دستهٔ ناگه-وازا رشتهٔ ورزشی جودو است که در زیردستهٔ ته-وازا دسته‌بندی می‌شود. 